# 河东朝鲜族乡
河东朝鲜族乡（中国朝鲜语：／）是中华人民共和国黑龙江省哈尔滨市尚志市下辖的一个民族乡，位于尚志市郊。

## 行政区划
河东朝鲜族乡下辖以下村级行政区划单位：
太阳村、大星村、长发村、北莲河村、北兴村、南兴村、惠民村和长胜村。